# Orchidea (keresztnév)
Az Orchidea újabb keletű névadás az orchidea virágnévből. A virág neve a heregolyót jelentő orchis szóból ered, jellegzetes formájú gumói miatt kapta.[forrás?]

## Gyakorisága
Az 1990-es években szórványos név, a 2000-es években nem szerepel a 100 leggyakoribb női név között.

## Névnapok
- augusztus 1.[2]